# 滝進太郎
滝 進太郎（たき しんたろう、1937年10月19日 - 1998年11月24日）は、日本の実業家、元レーシングドライバー、レーシングチームオーナー。日本のモータースポーツの黎明期、ビジネスとしてプライベートチームを成立させることに挑戦した先駆者と評価されている。

## プロフィール

### デビューまで
愛知県名古屋市生まれ。立教大学卒業後はスーパーマーケット経営をしていたが、車に興味を持ち箱根などに走りに行くようになる。日本スポーツカークラブ (SCCJ) でジムカーナなどを体験後、本格的なサーキットレースに参戦する。

### サーキットデビュー
1964年8月16日にロータス・エラン26で第3回ナショナル・ストックカー・レース（川口市営自動車競技場）でデビュー。1966年の第3回日本グランプリにポルシェ・カレラ6で出場し、プリンス・R380勢を相手に一時トップを走行したが、クラッシュでリタイヤした。

### TRO
ドライバーとしての活動期間は1968年までと短かったが、1967年秋にプライベートのレーシングチーム「タキ・レーシング・オーガニゼーション」(TRO) を結成。ポルシェやローラの市販スポーツプロトタイプを購入し、日産から田中健二郎や長谷見昌弘をスカウトして、大メーカーのワークスチームと互角に競い合った。
当時の日本グランプリは、トヨタ・日産・タキの頭文字をとって「TNTの戦い」と言われた。1969年日本GPでは西ドイツからポルシェのワークスチームを招聘して話題を集めた。
タキ・レーシングはドライバーやマシンを広告媒体として活用し、ブリヂストンやタミヤなどのスポンサーから活動資金を募った。また、ファンクラブの結成、オフィシャルグッズの販売、ラリーイベント主催などの活動も行い、石原プロモーション製作映画『栄光への5000キロ』の撮影にも協力した。経営者の滝は1969年に『走れ! レースビジネス』（三栄書房刊）という本を出版している。チームは1973年のオイルショック後に活動を停止した。

### 日本モータースポーツ界への貢献
その後、滝はファッション業界で縫製工場経営・ブティック経営などを続ける一方、趣味で香港・北京ラリーなどに出場した。また、日本自動車連盟 (JAF) のスポーツ委員やル・マン24時間レースの審査員を務めるなど、日本国内・国外のレース普及に努めた。1995年にはフォーミュラ・ニッポンの運営母体である日本レースプロモーション (JRP) の代表取締役に就任。日本版ミッレミリアを主宰するヴェテランカークラブ東京の会長も務めた。
1998年11月24日午前10時20分、臓器不全のため逝去、享年61。

## プライベート
実家は1864年（元治元年）創業の老舗繊維問屋「瀧定」（現：瀧定名古屋）。当主は代々「定助」を襲名する慣わしだったが、滝は大学時代に起業家を志し、6代目「定助」を返上して元の進太郎に戻したといういきさつがある。
エレクトーン奏者で11PMのカバーガールなども務めた高橋レナと結婚したが、その後離婚。

## ドライバーとしての主なレース成績
- 1965年9月 第一回ゴールデンビーチトロフィーGTクラス優勝（ロータス・エラン）
- 1966年1月16日 鈴鹿500kmレースGT-2クラス優勝（ロータス・エラン）
- 1966年5月3日 第3回日本グランプリ自動車レース13位（42周リタイア）（ポルシェカレラ6）
- 1966年11月 マカオグランプリ（ポルシェカレラ6）[4]
- 1967年5月3日 第4回日本グランプリ4位完走（ポルシェカレラ6）
- 1967年10月1日 鈴鹿1000キロ自動車レース 総合優勝（田中健二郎とペア）（ポルシェカレラ6）
- 1967年11月3日 全日本スポーツカーレース富士大会優勝（ポルシェカレラ6）
- 1968年8月4日 第8回全日本ストックカーレース大会2位（ポルシェ・カレラ10）（引退レース）

## タキ・レーシング・オーガニゼーションの主なレース成績
- 1968年5月3日 '68日本グランプリ
  - 生沢徹 2位（ポルシェ・カレラ10）
  - 片平浩 7位（ポルシェ・カレラ6）
  - 田中健二郎 リタイア（ローラ・T70MK3）
  - 酒井正 リタイア（ローラ・T70MK3）
  - 長谷見昌弘 リタイア（ローラ・T70MK2）
- 1968年11月 NETスピードカップ
  - 長谷見昌弘 優勝（ローラ・T70）
- 1969年10月10日 '69日本グランプリ
  - ジョー・シフェール＆デビッド・パイパー 6位（ポルシェ・917）
  - ハンス・ヘルマン＆田中健二郎 7位（ポルシェ・908）
  - 風戸裕＆長谷川弘 8位（ポルシェ・910）
  - 長谷見昌弘＆永松邦臣 リタイア（ローラT70・MK3）